# Émile Aillaud
Pour les articles homonymes, voir Aillaud.
Émile Aillaud est un architecte français né le 18 janvier 1902 à Mexico et mort le 29 décembre 1988 à Paris.

## Biographie
En 1921 Emile Aillaud entre aux Beaux-Arts de Paris et étudie dans l’atelier de Georges Gromort et Louis Arretche, il est diplômé de l’École nationale supérieure des beaux-arts de Paris en 1928.
Avant-guerre, il se spécialise dans l’architecture éphémère, notamment au côté de l’architecte André Ventre avec lequel il travaille dès 1922. Lié au milieu de la mode, il réalise avec Étienne Kohlmann le Pavillon de l’élégance et de la parure pour l’Exposition internationale des arts et techniques de Paris en 1937.
À la Libération et jusqu’en 1950, il est architecte-urbaniste des Houillères de Lorraine. Il construit des bâtiments industriels et des cités de logements patronaux  notamment la cité Bellevue à Creutzwald (1945-1947). En 1950 il est architecte en chef de la reconstruction d'Arras.
Le logement social devient sa préoccupation majeure et il réalise à partir des années 1960 plusieurs cités et grands ensembles très originaux. Influencé par l'architecture moderne des pays scandinaves et opposé aux principes de la Charte d'Athènes, il tente d'introduire d'autres valeurs que celles dictées par les exigences fonctionnelles. Refusant la logique « effrayante » du chemin de grue, il postule pour une vision plus poétique et culturelle de l'architecture et recherche des solutions novatrices et humaines, dont le meilleur exemple sera donné à Grigny (Essonne) avec « La Grande Borne ».
Emile Aillaud construit d’abord la cité de l’Abreuvoir à Bobigny et Drancy (1954-1960), puis les Courtillières à Pantin (1957-1964), la cité du Wiesberg à Forbach (1960-1965), La Grande Borne à Grigny (1964-1971), l’ensemble de La Noé à Chanteloup-les-Vignes (1971-1975) et, enfin, le quartier Picasso dites Tours nuages  à Nanterre (1974-1978). Ces cités souvent généreuses en espaces publics urbains (parcs paysagers, places) rompent avec l'orthogonalité habituelle des grands ensembles.
Emile Aillaud construit également de nombreux groupes scolaires, notamment dans ses ensembles de logements sociaux, ainsi qu’une église à Forbach.
L’originalité de ses réalisations lui vaut une reconnaissance certaine. Grand prix du Cercle des études architecturales en 1960, Emile Aillaud enseigne à École nationale supérieure des beaux-arts de 1965 à 1967. Estimé du président Georges Pompidou, il est membre du jury international du centre Beaubourg. En 1972, il est chargé de l’achèvement de La Défense, et ce jusqu’en 1983. Il travaille également au projet des Halles de Paris de 1972 à 1974.
Beau-frère (en secondes noces) de Juliette Gréco, Émile Aillaud a eu trois enfants, dont des artistes renommés : Laurence Rieti, sculptrice épouse du peintre Fabio Rieti, et Gilles Aillaud, peintre.

## Principales réalisations
- Palais de l'élégance (Exposition de Paris 1937).
- Section de l'élégance française (Exposition de New York 1939).
- Ensembles de bâtiments industriels en Lorraine 1945-1950 : Merlebach, Carling, Saint-Avold.
- Cités ouvrières à Creutzwald : 300 maisons (1945-1947); Saint-Avold : 200 maisons (1947-1949).
- Église Notre-Dame du Wiesberg à Forbach.

### Grands ensembles
- 1956-1960 Bobigny - Drancy « L'Abreuvoir » : 1500 logements (Office public d'habitations de la Seine).
- 1958 Pantin « Les Courtillières » : 1500 logements (Société d'économie mixte du département de la Seine - SEMIDEP).
- 1957-1960 Épinay-sur-Seine : 500 logements (Caisse des Dépôts); 160 logements (Foyer du Fonctionnaire).
- 1960-1965 Forbach « Le Wiesberg » : 1000 logements (Office départemental de la Moselle).
- 1967-1972 Viry-Châtillon et Grigny (Essonne) « La Grande Borne » : 3700 logements (Office public d'habitations de la Seine). Considéré à l'époque par son concepteur comme un endroit à visage humain « favorisant l'épanouissement », le quartier est devenu l'un des plus difficiles de la région Ile-de-France.
- 1971 Chanteloup « La Noé » : 3000 logements (Office public d'HLM interdépartemental de la région parisienne).
- 1974 Nanterre « B1 Sud » dites « Tours nuages » : 3000 logements (Office public d'HLM interdépartemental de la région parisienne & Office d'HLM de Nanterre).

### Équipements scolaires
- Pantin : Les Courtillières ; Le Pont de Pierre.
- Forbach : groupe scolaire du Wiesberg.
- Coulommiers : cité scolaire (lycée, collège, internat), ainsi qu'une école (1963-1970)
- Tourcoing : lycée.
- Grigny : 4 écoles, 1 CES.
- Arnouville-lès-Gonesse (Val-d'Oise), Claye-Souilly, Nangis, Tournan-en-Brie (Seine-et-Marne) : 4 CES.
- Crèche-garderie de Pantin « Les Courtillières ».